# 张庆 (北魏)
张庆（？—？），本名显明。南北朝北魏安定郡石唐县（今甘肃省泾川县）人。
张庆是张祐养子。年轻时历任内职。有姿貌，娶江阳王元继之女。袭张祐之爵，降为陇东公，又降为陇东侯。北魏迁都洛阳后，张庆虚爵闲居二十余年。熙平初年，为员外常侍、兼卫尉少卿。因为是元叉姊夫，得以越次职任。神龟二年（519年）冬，张庆之女又被灵太后选入宫中为魏孝明帝世妇，未几为嫔，也是元叉的甥女。正光三年（522年），正少卿，出为将军、高平镇将。去世后，子张迥洛袭爵。